# Cimitile
Cimitile ist eine Gemeinde mit 6887 Einwohnern (Stand 31. Dezember 2023) in der Metropolitanstadt Neapel, Region Kampanien.
Die Nachbarorte von Cimitile sind Nola, Cicciano, Casamarciano, Comiziano und Baiano.

## Geschichte
Die Gemeinde ist bekannt durch das Heiligtum über dem Grab des heiligen Felix von Nola, das neben den Apostelheiligtümern in Rom die bedeutendste christliche Wallfahrtsstätte der Spätantike auf der Italischen Halbinsel war. Der Name des Ortes kommt von dem Wort für Friedhof cimitero aus dem 2. Jahrhundert n. Chr. In der Nähe der ehemals heidnischen Nekropole begruben die ersten Christen ihre Toten. Der über dem antiken Friedhof errichtete Komplex in Cimitile bei Nola, etwa 20 km nordöstlich von Neapel gelegen, weist noch heute eine Fülle von herausragenden Kirchen- und Grabbauten mit zum Teil singulären, sehr frühen christlichen Malereien, Mosaiken und Zeugnissen der Reliefplastik auf.
1992 besuchte Papst Johannes Paul II. die Ausgrabungsstätte und Papst Benedikt XVI. lobte bei einer Generalaudienz am 12. Dezember 2007 die besondere archäologische Bedeutung Cimitiles.

## Bevölkerungsentwicklung
Cimitile zählt 2545 Privathaushalte. Zwischen 1991 und 2001 stieg die Einwohnerzahl von 6537 auf 6840. Dies entspricht einem prozentualen Zuwachs von 4,6 %.

## Söhne und Töchter
- Felice Cece (1936–2020), römisch-katholischer Geistlicher und Erzbischof von Sorrent-Castellammare di Stabia
- Gianluca Gaetano (* 2000), Fußballspieler

## Frühchristliches Heiligtum

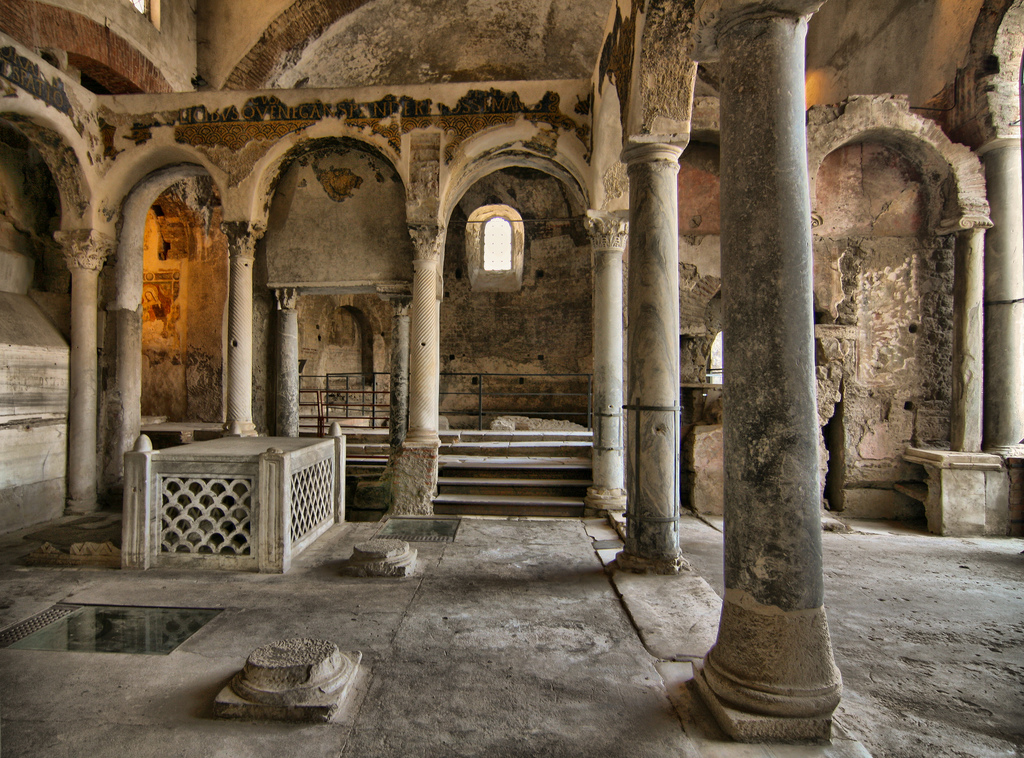
Frühchristliche Basilika San Felice

Die dem Heiligen Felix geweihte frühchristliche Basilika San Felice gehört zum ausgedehnten Areal des Sanktuariums von San Felice, eingebettet in die Ortschaft. Anfangs noch eine bescheidene Grabstätte, entwickelte sich aus dem Heiligtum ein monumentaler Gebäudekomplex im Rahmen eines ehrgeizigen Bauprogramms, das der Adlige Paulinus von Nola veranlasst hatte und finanzierte. Zusammen mit seiner aus Spanien stammenden Ehefrau Theresia hatte sich Paulinus, kurz zuvor in Barcelona zum Priester ordiniert, um 395 in Cimitile niedergelassen und verweilte dort, bis er um 410 das Amt des Bischofs von Nola antrat. Der ehemalige römische Konsul kannte den Ort bereits aus seiner Zeit ab etwa 381, als er im Dienste der Politik als regierender Statthalter Kampaniens stand. Er ließ die bereits existierenden Gebäude restaurieren, den Schrein vergrößern und Gästehäuser für Pilger errichten. Vor allem ließ er eine neue, größere Basilika erbauen. Mit 35 auf 20 Meter hatte sie beträchtliche Ausmaße. Den Abschluss des Langhauses bildete eine ungewöhnlich prachtvolle Dreikonchenanlage. Ein überdachter Portikus aus mehrfarbigen Säulen war mit Fresken geschmückt. Der polychrome Marmorfußboden gilt als herausragendes Beispiel für die Opus sectile genannte künstlerische Technik. Ebenfalls aus mehrfarbigem Marmor bestanden die Säulen und die Einhausung des Heiligengrabs. Die neue Basilika und die alte Grabkapelle verband ein Innenhof, dessen Wände mit Fresken geschmückt waren, die Szenen aus dem Alten Testament zeigten. Jede Szene war von einer Inschrift in Versform begleitet.
Im Laufe der Zeit entstand ein Kathedralenkomplex von insgesamt 13 Gebäuden (Basiliken, Kirchen, Kapellen), die mit ihren Fresken und Mosaiken zu den bedeutendsten und faszinierendsten frühchristlichen Zeugnissen Italiens gehören. Neben der Basilica di San Felice zählen dazu die Basilica di San Tommaso, die (neue) Basilica di San Giovanni, die Kapellen der Heiligen Märtyrer (San Martiri) sowie die Kirchen San Stefano, San Calionio und Santa Maria degli Angeli.
Beschädigt durch eine katastrophale Flut in der ersten Hälfte des sechsten Jahrhunderts, wurde das Ensemble bald wieder in Stand gesetzt und erblühte anschließend erneut zu einer vielbesuchten Pilgerstätte. Die Kathedrale blieb ab 1599 unter der Kontrolle des Domkapitels von Nola und erlangte erst 1675 ihre Autonomie zurück. Zu Beginn des 18. Jahrhunderts wurde der östliche Teil der Basilika abgetragen, um einer neuen Pfarrkirche Platz zu schaffen. Im neunzehnten Jahrhundert erlebte das Heiligtum eine lange Zeit der Vernachlässigung. Zwischen 1933 und 1960 wurde es vom Architekten Gino Chierici bedeutenden Ausgrabungs- und Restaurierungsarbeiten unterzogen. Seit 1978 fanden umfangreiche Ausgrabungsarbeiten und Forschungen durch Wissenschaftler des Instituts für Klassische und Frühchristliche Archäologie der Universität Münster und der Humboldt-Universität zu Berlin statt.